# Hambletonian, Rubbing Down
Hambletonian, Rubbing Down est une peinture à l'huile sur toile du peintre anglais George Stubbs, créée en 1800, et conservée à Mount Stewart. 
Il s'agit d'un portrait de l'étalon Pur-sang Hambletonian après sa course à Newmarket, et d'un des deux portraits de chevaux chef-d’œuvre créés par George Stubbs, avec Whistlejacket. C'est le plus grand tableau jamais peint par Stubbs. 

## Réalisation
George Stubbs, qui s'est spécialisé dans les peintures de chevaux, a peint la plupart de ses sujets au repos. Lorsqu'il peint l'étalon Hambletonian en 1799 et 1800, il est âgé de 75 ans. La peinture lui a été commandée par sire Henry Vane-Tempest en 1799, après que son étalon Hambletonian lui ait fait gagner beaucoup d'argent grâce à sa victoire contre un autre Pur-sang, Diamond.
D'après un article du Sporting Magazine, la course que Hambletonian a remporté en mars 1799 à Newmarket avait été une « boucherie » éprouvante et particulièrement disputée, les jockeys ayant abondamment éperonné et fouetté leurs chevaux. Le tableau est peint à Londres.

## Description

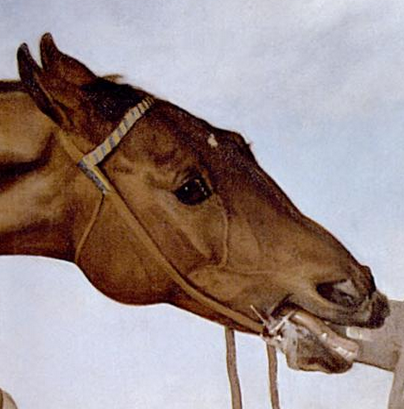
Détail du tableau.

Ce tableau est un portrait de cheval vu de profil, grandeur nature. En dépit du contexte d'inspiration pour cette peinture, Hambletonian ne porte aucune trace de coups sur sa peau. En revanche, ses émotions de nervosité et son épuisement apparaissent très clairement. 
Ses deux dresseurs humains semblent adresser un « regard inquisiteur » aux spectateurs de la peinture.
Michaela Giebelhausen interprète cette peinture comme un témoignage de la violence commise contre les animaux durant les courses de chevaux, un « réquisitoire contre un sport qui place l'appât du gain, le jeu et le désir de gagner avant le bien-être des animaux ».
Le tableau mesure 209,6 × 367,3 cm, ce qui en fait la plus grande des peintures créées par Stubbs. Il est daté de 1800, et signé. Il est considéré comme son chef-d'œuvre de l'époque de sa fin de vie. Andrew Graham-Dixon estime que ce tableau a des « qualités visionnaires absolument uniques dans l'Art du XVIIIe siècle ».

## Historique
Le tableau a été donné par Lady Mairi Bury en 1976 ; il est conservé à Mount Stewart, dans le comté de Down, et référencé dans la National Trust Collections,.